# 阿古里乌斯
阿古里乌斯雅典民主派政治家，尤以公共财政及商业为重。除恢复“贫困公民观戏津贴”外，他还推行参加公民大会津贴制，随后又提高金额。他被控盗用公款，作为城邦债务人身陷牢笼数年。